# Macrodactylus nigrocyaneus
Macrodactylus nigrocyaneus är en skalbaggsart som beskrevs av Max Gemminger och Edgar von Harold 1869. Macrodactylus nigrocyaneus ingår i släktet Macrodactylus och familjen Melolonthidae. Inga underarter finns listade i Catalogue of Life.